# Хатангский залив
Ха́тангский зали́в (зали́в Ха́танга) — залив в море Лаптевых, образуется при впадении реки Хатанги. Длина залива более 200 километров, наибольшая ширина — более 50 километров.
Остров Большой Бегичев разделяет залив на два пролива: Северный (ширина 13 км) и Восточный (ширина 8 км). Наибольшая глубина 29 метров. Берега высокие, обрывистые, изрезанные. Высота приливов около 1,4 метра. В западной части залива расположена бухта Кожевникова. Большую часть года залив покрыт льдом
. Большая часть залива относится к Красноярскому краю, меньшая к Якутии.
В залив впадает множество крупных рек: Хатанга, Большая Балахня, Тикян-Юрях, Семиерискяй, Санга-Юрях, Новая, Подкаменная и другие.
В шельфовой части залива обнаружены крупные запасы нефти, являющиеся частью Восточно-Таймырского нефтяного месторождения.

## Природно-климатические условия
Для Хатангского залива характерны суровые климатические условия: низкая температура воздуха, штормы, туманы и метели.
К особенностям ледового режима Хатангского залива относятся:
- существенное влияние стока р. Хатанга на формирование ледяного покрова;
- продолжительный ледовый период (9-10 месяцев);
- распространение припая на всей акватории;
- толщина льда более 1,8 м;
- большой объём деформированного льда в виде гряд торосов и стамух.